# Леньяро
Леньяро (итал. Legnaro) — коммуна в Италии, располагается в провинции Падуя области Венеция.
Население составляет 7703 человека (на 2004 г.), плотность населения составляет 493 чел./км². Занимает площадь 14 км². Почтовый индекс — 35020. Телефонный код — 049.
Покровителем коммуны почитается священномученик Власий Севастийский (San Biagio), празднование 3 февраля.
В городке выступает местная футбольная команда.